# Amsteldijk 25
Het pand Amsteldijk 25 is een gebouw aan de Amsteldijk in de De Pijp te Amsterdam-Zuid. Het is gelegen op de hoek Tweede Jan van der Heydenstraat 109. Het is samen met het hoekpand met Stadhouderskade het enige monument binnen de Oude Pijp aan de Amsteldijk.

## Geschiedenis
Het gebouw diende tot badhuis en woonhuizen. Echter, het was een luxe badhuis, voor de gegoede burgers in De Pijp. De minder bedeelden hadden hun badhuis aan de Eerste Sweelinckstraat of vanaf 1926 in het Badhuis Diamantbuurt. Het badhuis aan de Amstel groeide meer uit tot een kuuroord dan dat het nog functioneerde voor de mensen die thuis geen badgelegenheid hadden. Men kon er in de loop der jaren steeds vaker terecht voor klachten waarvoor toen nog geen vaste geneeskundige behandeling was. De luxe is tevens terug te vinden in reclamemateriaal; men had telefoonaansluiting 1204/Z2204.
Het gebouw is opgetrokken in de Eclectische bouwstijl. Sporen van neorenaissance, Lodewijk XVI-stijl (guirlandes) en neoclassicisme (frontons) zijn terug te vinden. Er zijn voor deze buurt forse balkons toegepast met een riant uitzicht op de rivier. Het meest in het oog springend is het torentje dat de hoek siert. In juni 1902 werd het gebouw getroffen door een behoorlijke brand. Het tramverkeer, toen nog aanwezig daar, moest worden omgeleid. Na de  bluswerkzaamheden vonden herstelwerkzaamheden plaats. Een jaar later was het huis weer open. In 1920 viel het doek. Het heeft toen enige tijd een horecabestemming gekregen, maar vanaf 1926 diende de begane grond tot autoshowroom. De originele gevel moest daartoe aangepast worden. Ook was er enige tijd een opslag van tabaksartikelen. In de 21e eeuw kreeg het opnieuw een horecabestemming, waarbij verwijderde gevelelementen deels weer werden teruggebracht.

## Architect
Adam Antonius Maria Beretta (Den Haag, 11 april 1849-1892) was een Amsterdams architect. Hij werd geboren binnen het gezin van schilder, stucwerker, aquarellist, lithograaf Petrus Augustus Beretta (1805-5 juni 1866) en Anna Magthildis Kuikhoven (overleden 1871). Hij had in Johannes Josephus Franciscus (overleden 1854, 19 jaar) , Albertus Gerardus Jacobus (overleden 1850, 3 jaar) en Victor Johannes Henricus (overleden 1867, 36 jaar oud) oudere broers. Hijzelf was getrouwd in Den Haag (23 juli 1879) met Anna Carolina Hendrika Vorst. Zij kregen minstens twee dochters: Chubina Gerardina Maria Beretta (1888-1975) en Anna Maria Francisca Beretta (overleden 1958)
Beretta was van huis uit timmerman, opzichter en wellicht ook makelaar, die zich bekwaamde in de bouwkunst. Dat ging niet zonder slag of stoot: in 1882 werd hij failliet verklaard. Hij was in 1876 nog uitgezonden naar de Verenigde Staten. Hij woonde toen aan de Hemonystraat 31 te Amsterdam Hij was nog enige tijd werkzaam in Apeldoorn waar hij woningen en een groot deel van het inmiddels verdwenen Sophiapark ontwierp.